# Burt Kwouk
Burt Kwouk (18. července 1930 – 24. května 2016) byl filmový a televizní herec

## Život
Burt Kwouk je potomkem čínských přistěhovalců, kteří žili do jeho 18 let v Šanghaji. Přestěhoval se do Británie, kde žil větší část svého života. Nepovažoval se za Brita, ale za Číňana.
Herectví se začal věnovat v 50. letech 20. století, kde po malých „štěcích“ ve filmech se poprvé objevil ve filmu o Růžovém Panterovi. V roce 1975 doplnil Petera Sellerse v Návratu Růžového Pantera. Svou roli dvorního sluhy hlavní postavy zopakoval i v dalších sedmi filmech až do roku 1993.
Hrál také ve třech filmech o Jamesu Bondovi, Goldfinger, Casino Royale a Žiješ jenom dvakrát. V těchto filmech hrál zápornou postavu.
V roce 1968 se objevil po boku Anthony Quinna a Laurence Oliviera a největší filmový úspěch měl v dramatu Stevena Spielberga Říše slunce.
V důchodu se věnoval britskému rozhlasu a dabování videoher. 1. ledna 2011 se stal důstojníkem Řádu britského impéria, který získal za celoživotní přínos v dramatické tvorbě.

## Filmografie
- 2010 - Spirit Warriors (TV seriál)
- 2008 - Honest (TV seriál)
- 2006 - Low Winter Sun (TV film)
- 2004 - Dívka ze stratosféry
- 2003 - Banzai (TV seriál)
- 2002 - Wonderland Experience, The
- 2001 - Banzai (TV seriál)
- 2001 - Opičí král (TV film)
- 2001 - Polibek draka
- 2000 - Animated Epics: Moby Dick (TV film)
- 2000 - Tisíc a jedna noc (TV film)
- 1998 - Čínský sen
- 1998 - Harry Hill: First Class Scamp
- 1997 - Harry Hill (TV seriál)
- 1997 - Peggy Su!
- 1995 - Bullet to Beijing (TV film)
- 1995 - She Good Fighter
- 1993 - Syn Růžového pantera
- 1992 - Leon the Pig Farmer
- 1992 - Plnými plachtami vpřed, Kolumbe!
- 1992 - Zabít Elizabeth
- 1990 - Air America
- 1990 - Koupil jsem upíří motocykl
- 1989 - Boj o slávu
- 1988 - Panský dům (TV seriál)
- 1987 - Říše slunce
- 1985 - Víc než dost
- 1984 - Mark of the Devil (TV film)
- 1983 - Kletba Růžového pantera
- 1982 - Stopa Růžového pantera
- 1981 - Kenny Everett Television Show, The (TV seriál)
- 1981 - Tenko (TV seriál)
- 1980 - Ďábelský plán dr. Fu Manchu
- 1978 - Pomsta Růžového pantera
- 1977 - Dvojčata
- 1977 - Strange Case of the End of Civilization as We Know It, The
- 1976 - Růžový panter znovu zasahuje
- 1975 - Girls Come First
- 1975 - Návrat Růžového pantera
- 1975 - Rollerball
- 1973 - Last of the Summer Wine (TV seriál)
- 1972 - Madam Sin
- 1970 - Deep End
- 1970 - Misfit, The (TV seriál)
- 1969 - Předseda
- 1969 - The Castle of Fu Manchu
- 1968 - Nobody Runs Forever
- 1968 - Ve šlépějích Spasitele
- 1967 - Casino Royale
- 1967 - The Vengeance of Fu Manchu
- 1967 - Žiješ jenom dvakrát
- 1966 - Brides of Fu Manchu, The
- 1966 - Devil's Eggshell, The (TV film)
- 1966 - Koroshi (TV film)
- 1966 - Our Man in Marrakesh
- 1966 - Ztracená jednotka
- 1966 - Curse of the Fly
- 1966 - Naked Island (TV film)
- 1966 - Sucker Bait (TV film)
- 1964 - Goldfinger
- 1964 - Komisař Clouseau na stopě
- 1963 - Sentimental Agent, The (TV seriál)
- 1962 - Milovník války
- 1962 - Satan nikdy nespí
- 1961 - Sinister Man, The
- 1961 - The Terror of the Tongs
- 1961 - Visa to Canton
- 1959 - Expresso Bongo
- 1959 - Yesterday's Enemy
- 1958 - The Inn of the Sixth Happiness
- 1957 - McCreary Moves In (TV seriál)